# Benjamin Wilson (teolog)
Benjamin Wilson (født i Halifax i 1817 – 1900) var en kristen forkynder, bibellærer og bibeloversætter. Han var en af stifterne af en antitrinitarisk-adventistisk bevægelse ved navnet „Church of God of the Abrahamic Faith” (COGAF) og oversætter af Emphatic Diaglott-bibeloversættelsen som han oversatte mellem 1856 og 1864.
Wilson og hans familie tilhørte baptistforsamlingen. I 1840 tilsluttedes de sig til campbelliterne, som er en protestantisk vækkelsesbevægelse. I 1844 flyttede familien til USA.
I Geneva, Illinois kom Benjamin og Joseph Wilson til at studere Bibelen med John Thomas som også tilhørte campbelliterne. Senere i 1851 blev begge døbt af Thomas.
Men efter der opstod forskelligt syn på blandt andet den sidste dom og opstandelsen, gik de deres egne veje. Mens Thomas valgte at gå videre med Kristadelfianere (The Christadelphians), byggede brødrene Wilson Church of God of the Abrahamic Faith (COGAF). Wilson publicerede mellem 1855 og 1869 et månedligt kristent tidsskrift, The Gospel Banner, gennem hvilket han spredte sin lære.
I Ohio byggede en af Wilsons tilhængere en menighed med samme forkyndelse, men dog med et andet navn: Church of the Blessed Hope.
Det blev i slutningen af 1800-tallet forsøgt at samle de spredte menighederne i en national organisation, men forgæves. Efter Wilsons død opstod teologiske stridigheder, som resulterede i, at der i 1921 opstod to hovedretninger.
Begge holdt fast ved nedenstående lære, men majoriteten er i dag organiseret i Church of God General Conference, som tror på en overnaturlig djævel og at alle mennesker ville blive frelst, mens minoriteten afviser dette og tror, at djævelen er noget som skal betragtes allegorisk. Disse sidste gennemfører samtaler med The Christadelphians.

## Lære
Wilson forkastede treenighedslæren og mente, at Jesus før sin fødsel som menneske på Jorden ikke eksisterede. Han afviste militærtjeneste og lærte, at Guds løfte til Abraham ville opfyldes bogstaveligt.
Han forkyndte, at Jesus atter ville komme til Jorden for at dømme dem der havde hørt evangeliet, hvorefter hans sande disciple ville leve med ham i tusindårsriget.

## The Emphatic Diaglott
The Emphatic Diaglott som Wilson oversatte er en græsk-engelsk oversættelse af det Nye Testamente.
Fowler and Wells udgave af the Emphatic Diaglott i 1865 var en af de tidligste udgaver af det Interlinear græsk-engelske Nye Testamente og havde derfor stor indflydelse i denne periode. Efter Wilsons død i 1900 kom rettighederne i besiddelse af International Bible Students Association (IBSA) (senere Watch Tower Tract Society) som fra 1902 begyndte at distribuere Wilsons værk verden over.